# Robert Wise
Robert Earl Wise (Winchester, 10 settembre 1914 – Los Angeles, 14 settembre 2005) è stato un regista, montatore e produttore cinematografico statunitense, riconosciuto come uno dei cineasti più popolari della Hollywood degli anni cinquanta e sessanta.
Vincitore di quattro premi Oscar per i musical West Side Story del 1962 e Tutti insieme appassionatamente del 1966, cominciò ad affermarsi negli anni quaranta come regista particolarmente versatile e attento all'aspetto "artigianale" del cinema, in grado di realizzare film diventati dei classici (La jena, Ultimatum alla Terra, Lassù qualcuno mi ama) e di passare con facilità dall'horror (Gli invasati) al western (Sangue sulla luna), dal noir (Stasera ho vinto anch'io e Strategia di una rapina) alla fantascienza (Star Trek), fino ai film di guerra (Quelli della San Pablo).
Ha ricoperto la carica di presidente della Directors Guild of America dal 1971 al 1975 e quella di presidente della Academy of Motion Picture Arts and Sciences dal 1985 al 1988. Inoltre ha fatto parte del consiglio d'amministrazione dell'American Film Institute, dove ha diretto il Center for Advanced Film Studies, ed è stato membro del Department of Film al MoMa di New York.

## Biografia
Nato nel 1914 a Winchester (Indiana) da Earl Waldo Wise e Olive Longenecker, Robert Wise trascorse l'adolescenza a Connersville dove compì i primi studi. Durante gli anni passati alla Connersville High School scrisse rubriche sportive e umoristiche per il giornale della scuola e diventò membro del circolo della poesia e dello staff dell'annuario scolastico. Nonostante fosse già un appassionato frequentatore dei cinema, inizialmente fu orientato verso una carriera nel giornalismo e dopo il diploma si iscrisse al Franklin College, una piccola università di arti liberali a sud di Indianapolis. Nel 1933, dopo solo un anno fu costretto ad abbandonare il college a causa delle difficoltà economiche della famiglia e decise di trasferirsi a Hollywood, dove il fratello David gli trovò un impiego nel reparto spedizioni della RKO Pictures.

### 1933-1943: gli inizi da montatore

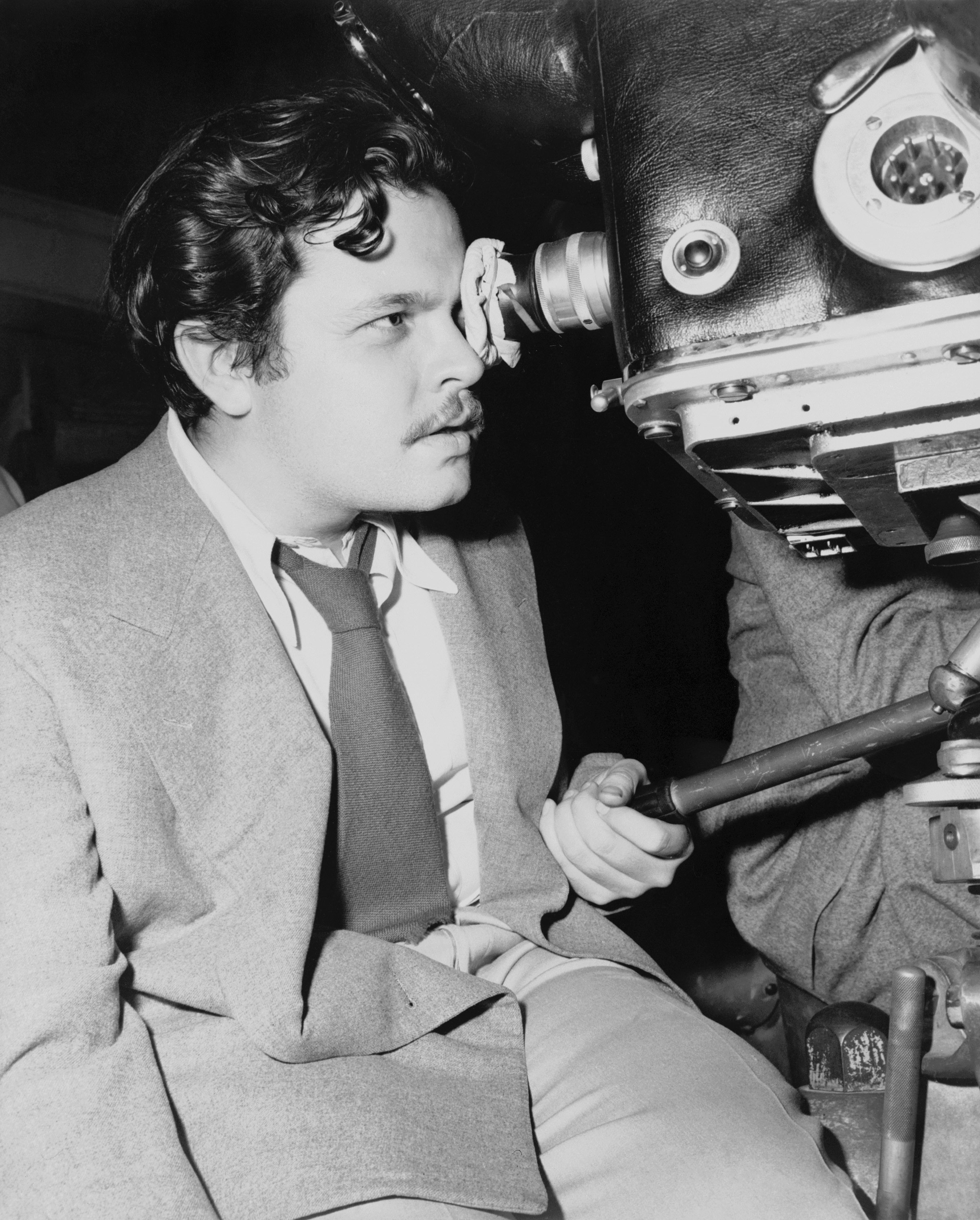
«Nei termini di un'opera d'arte il film originale di Orson era migliore, ma dovevamo affrontare la realtà di ciò che lo studio richiedeva [...] Dal momento che L'orgoglio degli Amberson è diventato con gli anni una specie di "semi-classico", sembra che non abbiamo impoverito ciò che Orson aveva fatto... Sono sicuro però che se avesse potuto mettere mano a quello che avevamo fatto, sarebbe stato molto superiore». (Robert Wise)

Rimasto affascinato dal mondo del cinema, ebbe l'occasione di farne parte poco tempo dopo quando diventò assistente del direttore del montaggio sonoro T.K. Wood. Una volta acquisita una certa esperienza si interessò al montaggio delle immagini e lavorò come assistente di William Hamilton, imparando il mestiere con registi come Alfred Santell (Sotto i ponti di New York, 1936) e Henry C. Potter (La vita di Vernon e Irene Castle, 1939).
I primi film a riportare il suo nome accanto a quello di Hamilton furono La ragazza della 5ª strada e Notre Dame, entrambi del 1939, e lo stesso anno uscirono le commedie Situazione imbarazzante e Le mie due mogli di Garson Kanin, i primi nei quali fu accreditato come unico autore del montaggio. Per il secondo, Kanin gli offrì la possibilità di dirigere alcune riprese della seconda unità e il lavoro di Wise arrivò all'attenzione della giovane promessa della RKO Orson Welles, in procinto di realizzare Quarto potere. Welles rimase colpito da Wise sin dal primo incontro, tanto che si impose per averlo nel film al posto del montatore assegnatogli dalla produzione:
(Robert Wise)
Il film ottenne nove candidature agli Oscar inclusa quella per il miglior montaggio, ma il riconoscimento andò a William Holmes per Il sergente York di Howard Hawks. Nell'estate del 1941 Wise fu reclutato per L'orgoglio degli Amberson ma nello stesso periodo ricevette un'offerta anche da William Dieterle, con il quale aveva già lavorato in L'oro del demonio e che stava avviando la produzione di Stella nel cielo. Entrambi i registi cercarono in ogni modo di assicurarsi il suo lavoro, arrivando ad offrire di pagarlo di tasca propria, finché fu Welles a spuntarla.
Terminato di girare, quest'ultimo partì per il Brasile per girare il documentario È tutto vero e la RKO chiese a Wise di tornare al montaggio per apportare alcune modifiche. Dopo un rifiuto iniziale dovuto al rispetto per la visione che Welles aveva del film, alla fine cedette e apportò un drastico rimontaggio che risultò in un nuovo finale e nella cancellazione di oltre 40 minuti, oltre alla direzione di alcune nuove scene. Welles si infuriò con la produzione e il rapporto tra i due si incrinò irrimediabilmente (si sarebbero riconciliati pubblicamente solo nel 1984).

### 1944-1949: le prime regie e il successo
Nel 1944, dopo aver lavorare al montaggio di altri film e diretto alcune sequenze di La spia di Damasco di Léonide Moguy e L'azione continua di Harold D. Schuster, Wise fece un incontro che avrebbe profondamente influenzato la sua carriera, quello con il produttore specializzato in film horror a basso costo Val Lewton. I due si conobbero grazie a Mark Robson (assistente di Wise nei due film con Orson Welles), che aveva appena lasciato libero il posto di montatore per il film che Lewton stava realizzando, Il giardino delle streghe. La lavorazione stava andando oltre i tempi previsti e Lewton decise di sostituire il regista Gunther von Fritsch proprio con Wise, che si trovò a dirigere il suo primo film e a doverlo completare in dieci giorni.
(Robert Wise)

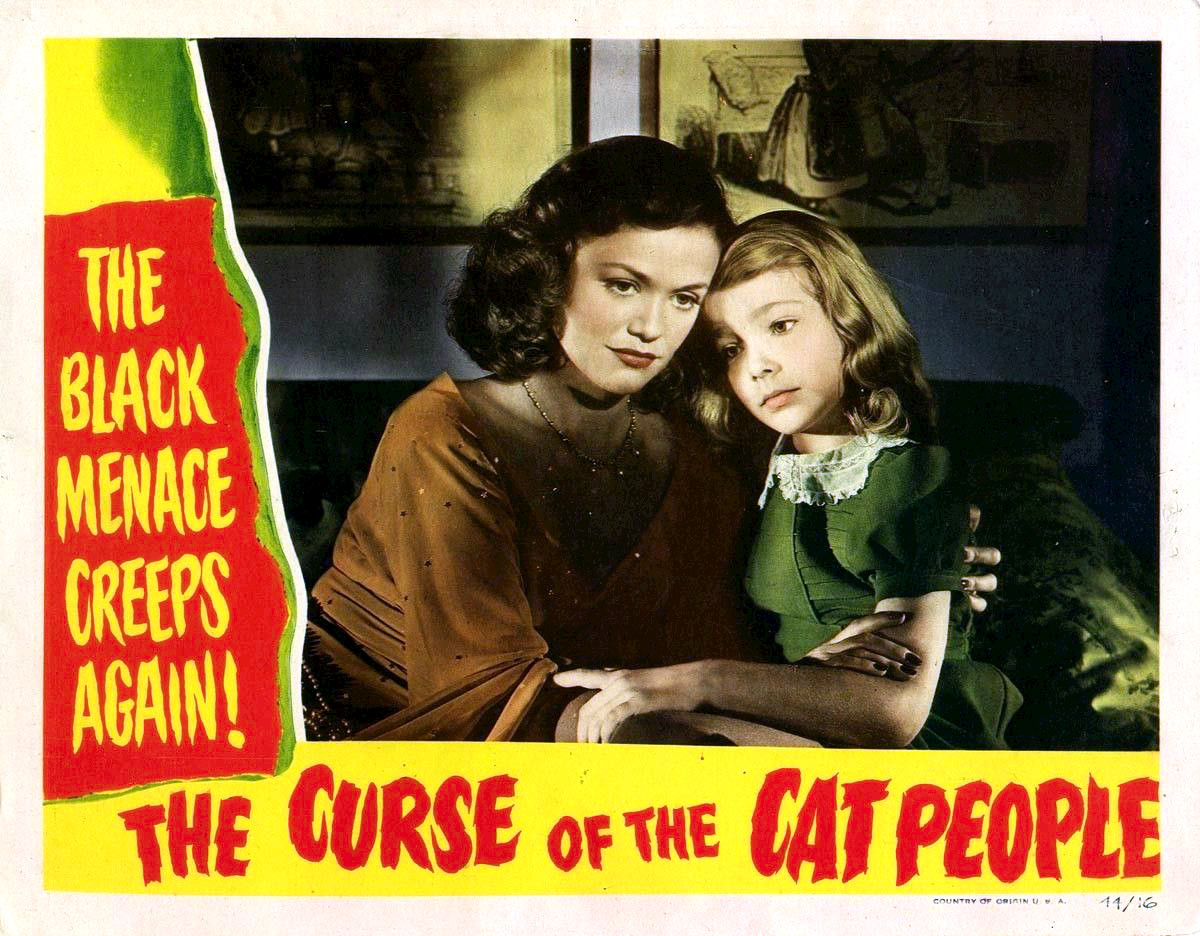
Un poster de Il giardino delle streghe (1944)

Horror psicologico pubblicizzato come sequel de Il bacio della pantera di Jacques Tourneur, Il giardino delle streghe non fu un successo al botteghino ma ricevette alcune critiche positive e sia Lewton che la RKO furono soddisfatti del lavoro di Wise che fu confermato nel team come regista.
Il primo film diretto interamente da Wise fu Mademoiselle Fifi (1944), adattamento di due racconti di Guy de Maupassant con Simone Simon nei panni di una coraggiosa lavandaia francese durante la guerra franco-prussiana. Nonostante alcuni problemi iniziali con il Codice Hays, le linee guida che specificavano ciò che poteva essere considerato "moralmente accettabile" nelle produzioni cinematografiche, il film uscì nel luglio 1944 e come il precedente ottenne recensioni positive ma scarsi risultati di pubblico.
Approfittando anche del recente ingaggio dell'attore britannico Boris Karloff, la RKO decise che il team di Lewton doveva tornare all'horror, genere che in passato aveva fruttato i maggiori successi allo studio. Il nuovo soggetto fu trovato nel romanzo Il trafugatore di salme di Robert Louis Stevenson e le riprese iniziarono ad ottobre, con un budget così ridotto che gli esterni furono girati sullo stesso set di Notre Dame del 1939. La jena fu distribuito nel febbraio 1945 ed ottenne l'apprezzamento della critica, facendo emergere Robert Wise come uno dei registi più promettenti della RKO. Attratto dalla possibilità di un'esperienza più diversificata e intenzionato ad ampliare le sue opzioni, terminata la lavorazione decise di lasciare l'unità di Lewton.
Negli anni successivi Wise girò altri quattro B-movies di scarso successo, tra cui il noir del 1947 Perfido inganno interpretato da Claire Trevor e Lawrence Tierney. Deluso dai risultati, cominciò a considerare l'idea di tornare al montaggio quando nel 1948 lo studio gli offrì la possibilità di dirigere il suo primo film di "serie A". La RKO aveva infatti acquistato i diritti del romanzo Gunman's Chance di Luke Short ma lo aveva accantonato a causa di problemi con la sceneggiatura. Interessati alla storia, Wise e il produttore Theron Warth convinsero il front office dello studio a realizzare Sangue sulla luna, da alcuni considerato come il prototipo del western noir per atmosfera e tematiche e ricordato soprattutto per l'epica scazzottata tra Robert Mitchum e Robert Preston.

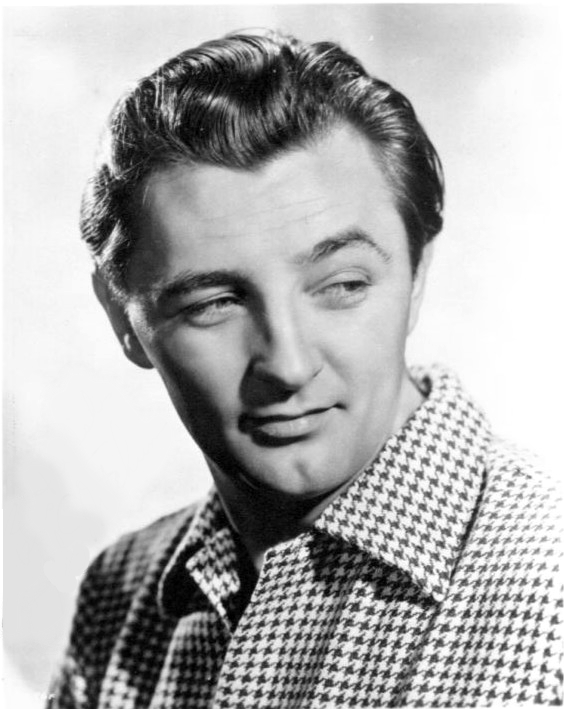
Robert Mitchum, protagonista di Sangue sulla luna (1948)

«In linea con lo stile realistico del film», ha affermato il regista, «volevo evitare una di quelle scazzottate estremamente sceniche usate in tutti i film, in cui gli stuntmen compiono elaborati combattimenti acrobatici e gli attori si vedono solo nei primi piani, volevo che sembrasse un vero combattimento, con quell'aspetto imbarazzante e brutale di un vero combattimento, e che alla fine il vincitore sembrasse esausto quanto lo sconfitto». Il film ottenne un discreto successo di pubblico e buone recensioni, come quella del New York Times che sottolineò come Wise fosse riuscito a «mantenere l'atmosfera di questo lento e misurato film carica di violenza imminente».
Sempre nel 1948, la RKO fu acquistata da Howard Hughes e uno dei primi progetti in cantiere fu quello di un film basato sul poema in versi The Set-Up di Joseph Moncure March, storia di un pugile manipolato da manager senza scrupoli. Dopo il rifiuto di Fred Zinnemann, la produzione affidò la regia a Robert Wise che iniziò subito a lavorare a Stasera ho vinto anch'io con lo scrittore Art Cohn, al suo primo incarico da sceneggiatore.
Convinto che un regista dovesse conoscere la materia del suo soggetto, per assicurarsi che il film fosse il più accurato possibile, Wise frequentò diverse palestre per fotografare e osservare i pugili e i loro fan. «Ho passato notte dopo notte a fare ricerche nelle arene della città», ha dichiarato, «ce n'era una scadente a Long Beach dove sono andato parecchie volte... andavo nei camerini a guardare i pugili, i loro manager e gli allenatori... Guardavo un'intera serata delle loro attività, scrivendo appunti, facendo fotografie e prendendo molte idee». Howard Hughes respinse la scelta di Joan Blondell per il ruolo di Julie Thompson, che Wise riteneva molto importante. Dopo che altre proposte furono bocciate, il regista cedette e scelse Audrey Totter dalla lista di attrici proposte da Hughes. «Non penso che abbia mai letto la sceneggiatura», ha detto in seguito, «tutto ciò che riusciva a vedere per le parti femminili era solo un qualche tipo di bellezza».
Grazie al realismo intransigente e al montaggio virtuoso delle sequenze dei combattimenti, Stasera ho vinto anch'io vinse il premio FIPRESCI al Festival di Cannes 1949 e ottenne l'apprezzamento generale della critica, che nei decenni successivi ha continuato a considerarlo sia un noir essenziale che uno dei più grandi film sulla boxe mai realizzati, nonché il capolavoro di Robert Wise. Per contro, il film non ottenne il favore del pubblico che sembrò apprezzare il più convenzionale Il grande campione di Mark Robson, uscito nello stesso periodo.

### 1950-1959: gli anni cinquanta tra alti e bassi

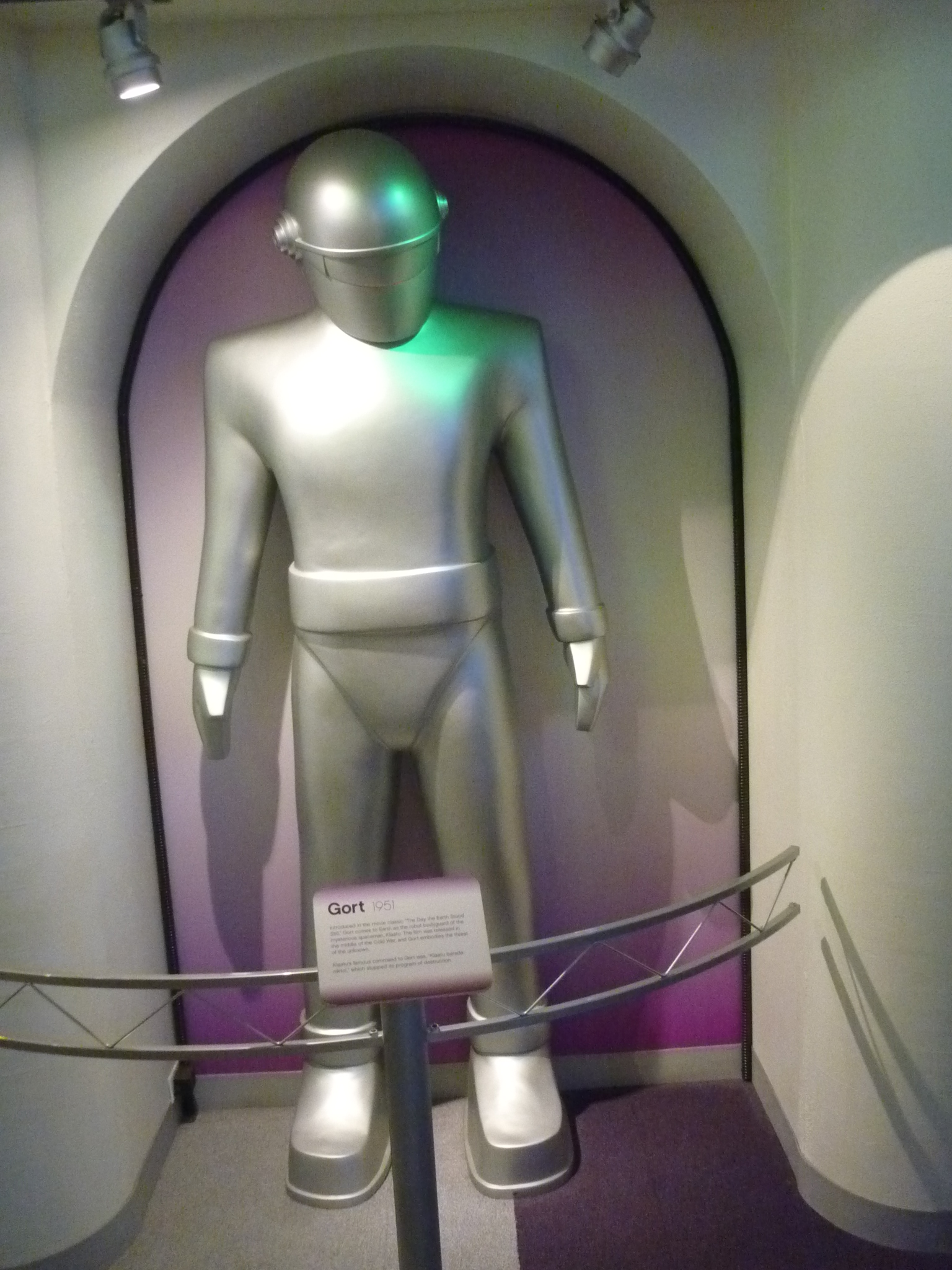
Una replica di Gort, il gigante di Ultimatum alla Terra (1951)

Stasera ho vinto anch'io segnò la fine dell'esperienza alla RKO per Robert Wise, che nel 1950 firmò un contratto per sei film con la 20th Century Fox. I primi tre furono il western Due bandiere all'ovest (1950), ambientato durante la guerra di secessione americana, il noir Ho paura di lui (1951) e soprattutto Ultimatum alla Terra (1951), ritenuto in seguito uno dei film di fantascienza più influenti mai realizzati. Il racconto dell'alieno Klaatu che giunge sulla Terra per mettere in guardia i suoi abitanti dall'imminente distruzione fu visto come un ammonimento sui pericoli della guerra nucleare, con un'ambientazione realistica e un'enfasi sulla trama piuttosto che sugli effetti speciali. Per il ruolo dell'extraterrestre furono presi in considerazione Spencer Tracy e Claude Rains, ai quali Wise preferì però l'attore britannico Michael Rennie dopo averlo visto esibirsi in una commedia a Broadway.
«Desidero sempre che i miei film abbiano qualcosa da comunicare», ha dichiarato Wise, «ma dovrebbe essere fatto dalla storia stessa, dallo sviluppo della trama e dall'interazione dei personaggi, senza che gli attori dicano molte parole. Ultimatum alla Terra è stato un'eccezione. Il suo unico scopo era che Klaatu consegnasse quell'avvertimento alla fine». Il film ottenne un modesto successo in patria mentre fu particolarmente apprezzato in Europa, dove sui Cahiers du cinéma il cineasta e critico Pierre Kast lo definì «quasi letteralmente stupefacente» ed elogiò il suo «relativismo morale».
Nel 1952, insieme al regista Mark Robson e il produttore Theron Warth, costituì la Aspen Productions, che acquistò i diritti di due racconti dall'antologia Ritorno al paradiso di James Albert Michener (Mr. Morgan e Until They Sail). Nel frattempo, dopo aver sentito parlare del comitato del senatore Estes Kefauver contro il crimine organizzato, Wise individuò una serie di articoli del giornalista Alvin Josephy Jr. su un sindacato locale e lo persuase a lavorare con Karl Kamb per trasformare gli articoli nella sceneggiatura di un film. Il 26 marzo uscì La città prigioniera, prima produzione della Aspen che non fece molta impressione su pubblico e critica. Wise ha rivelato nella sua biografia che durante le riprese ricevette due telefonate anonime nelle quali lo si raccomandava fortemente di fermare il progetto. Anche se non riuscì a scoprire se le chiamate fossero autentiche o scherzi, un funzionario della polizia di Reno confermò che diverse richieste di informazioni sulla produzione erano state fatte da giovani membri della malavita locale.

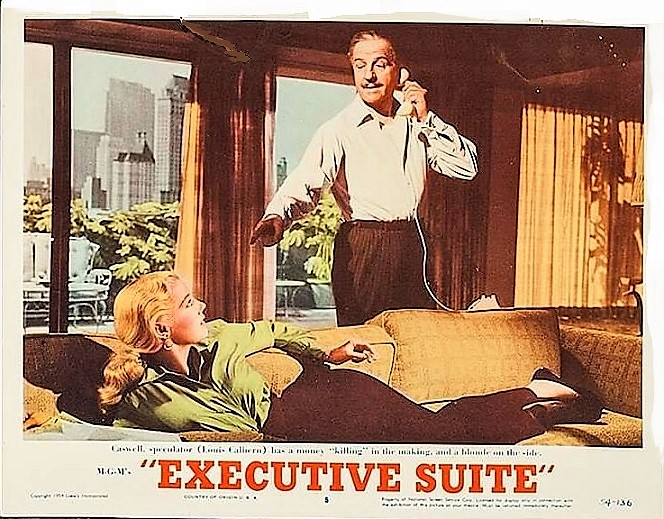
Un poster di La sete del potere (1954)

Il 6 maggio 1953 Wise portò a termine il contratto con la 20th Century Fox con I topi del deserto, sequel di Rommel, la volpe del deserto del 1951 con James Mason che riprese il ruolo di Erwin Rommel. Due mesi dopo venne distribuito Samoa (dal racconto Mr. Morgan) diretto da Mark Robson, ma a causa di problemi con i finanziamenti la Aspen dovette ceder i diritti di Until They Sail alla Hecht-Hill-Lancaster.
Nel 1954 la MGM gli propose un adattamento del romanzo Executive Suite di Cameron Hawley, storia della lotta per il potere in una società dopo la morte improvvisa dell'amministratore delegato. Il produttore John Houseman aveva messo insieme un cast di attori del calibro di William Holden, June Allyson, Fredric March, Walter Pidgeon e Barbara Stanwyck, ma non aveva ancora trovato qualcuno in grado di dirigere un film che, secondo le sue parole, «richiedeva in un regista abilità che includessero quelle di ingegnere e di domatore di leoni». Alla prima delle quattro collaborazioni con lo sceneggiatore Ernest Lehman, Wise si rivelò perfetto per il compito e i risultati lo confermarono. La sete del potere fu apprezzato dalla critica e si rivelò il suo più grande successo al botteghino fino a quel momento, così che la MGM gli offrì un contratto per altri quattro film.
Il primo fu il western psicologico La legge del capestro, uscito nel 1956 e segnato da diversi problemi avvenuti durante la produzione, non ultimo l'abbandono del set da parte di Spencer Tracy a causa di forti disaccordi sulla sceneggiatura e la sua sostituzione con James Cagney. «Ricevetti una telefonata dal produttore esecutivo Sam Zimbalist», ha affermato Wise, «il quale disse che Cagney aveva accettato di farlo ma che per un paio di mesi non sarebbe stato disponibile. Non potevamo fare altro che tornarcene a Los Angeles. Poi la sfortuna ci ha perseguitato. Bob Francis è rimasto ucciso in un incidente aereo. Tutto il materiale che avevo girato con lui non andava più bene...»

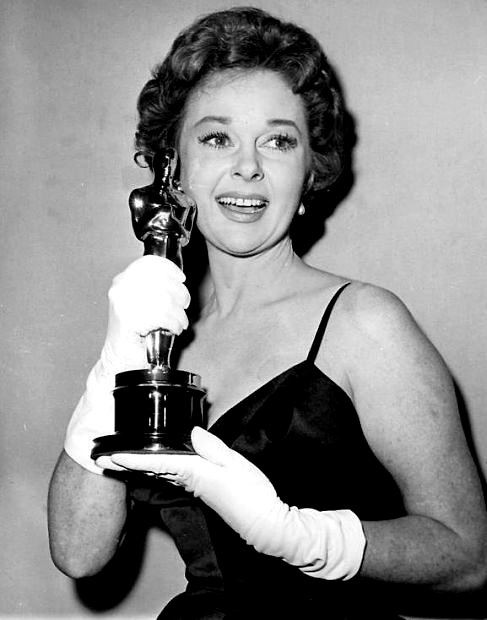
Susan Hayward con l'Oscar vinto per Non voglio morire (1958)

Sempre nel 1956 tornò a lavorare con Lehman per Lassù qualcuno mi ama, trasposizione dall'autobiografia del campione di pugilato Rocky Graziano. Il protagonista avrebbe dovuto essere James Dean e il film si sarebbe dovuto girare a New York in Technicolor, ma dopo la morte dell'attore la produzione decise che sarebbe stato girato in studio in bianco e nero e che il protagonista sarebbe stato Paul Newman. Wise ritenne tuttavia che il set sarebbe risultato troppo falso e lo usò solo per le scene notturne. Il film divenne un grande successo e offrì una straordinaria interpretazione di Newman, al suo secondo ruolo cinematografico, oltre ai debutti di Steve McQueen e Robert Loggia. «Ho sempre avuto la sensazione che Dean non fosse un peso medio fisicamente», ha dichiarato il regista, «e Paul ha prodotto una delle sue migliori interpretazioni, si è davvero impossessato di quell'uomo». Per una curiosa coincidenza, a sette anni di distanza dalla prima occasione, Robert Wise e Mark Robson tornarono a sfidarsi al botteghino con un film sul pugilato, ma questa volta il pubblico riservò i maggiori favori a Lassù qualcuno mi ama rispetto a Il colosso d'argilla, diretto da Robson.
Oltre alla commedia Questa notte o mai, accolto positivamente dalla critica ma un flop al box office, nel 1957 diresse il dramma bellico Quattro donne aspettano con Paul Newman nei panni del capitano Jack Harding. Il film era tratto dal racconto Until They Sail di James A. Michener, i cui diritti erano stati ceduti dalla Aspen alla Hecht-Hill-Lancaster quattro anni prima, ma il progetto di un adattamento con Burt Lancaster come protagonista si era arenato e i diritti erano passati alla MGM che affidò la regia Robert Wise.
Il decennio si chiuse con altri tre film, tra cui Mare caldo (1958), prodotto proprio dalla compagnia di Lancaster che fu anche interprete al fianco di Clark Gable, e il noir carcerario Non voglio morire (1958) che fruttò a Wise la prima nomination all'Oscar come miglior regista e mise in evidenza Susan Hayward, premiata come miglior attrice protagonista. Nel 1959 diresse il thriller Strategia di una rapina di cui fu anche produttore, così come lo sarebbe stato per tutti i suoi film successivi.

### 1960-1969: gli Oscar e la consacrazione

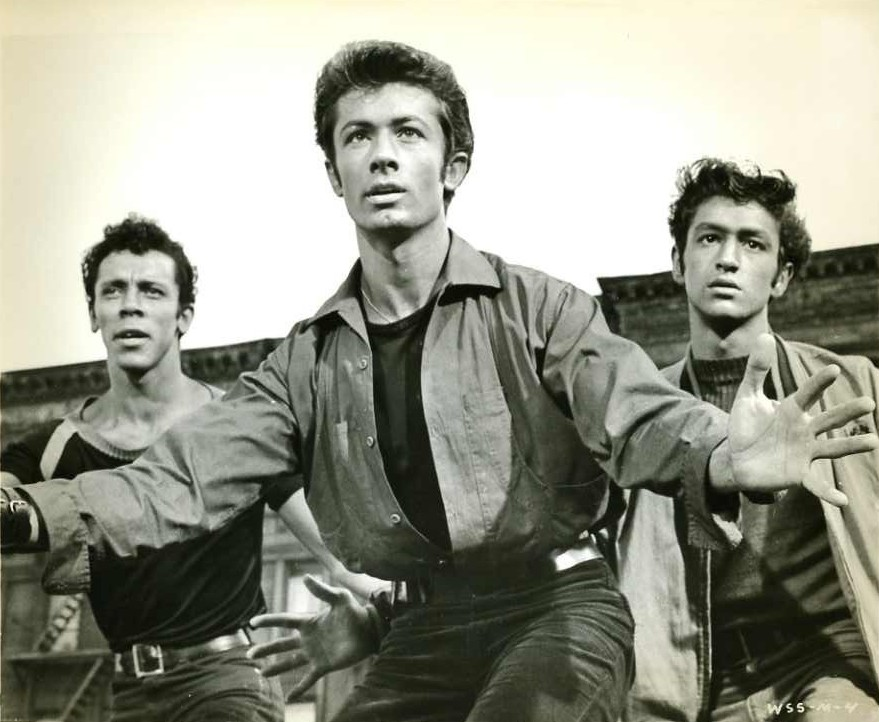
L'attore George Chakiris in una scena di West Side Story (1961)

Se negli anni cinquanta Wise era stato particolarmente prolifico, il decennio successivo lo vide concentrato su pochi grandi progetti. Nel 1960 fu scelto dalla United Artists per dirigere l'adattamento del musical West Side Story, versione moderna di Romeo e Giulietta di Shakespeare ambientata nell'Upper West Side di New York e vincitore di tre Tony Awards. Il film fu prodotto dalla Mirisch Company e dalla Seven Arts Productions che affiancarono a Wise il regista e coreografo Jerome Robbins, che aveva diretto l'opera teatrale e che si sarebbe concentrato sulle sequenze musicali.
Tuttavia i due non avrebbero potuto essere più diversi per temperamento né per come si approcciavano al loro mestiere e si scontrarono fin dall'inizio. Robbins voleva che tutto fosse assolutamente fedele alla sua produzione teatrale e resistette a qualsiasi tentativo di cambiamento, ma quando i tempi cominciarono ad allungarsi troppo e il budget a salire la United Artists lo licenziò. West Side Story fu un enorme successo d'incassi sia negli Stati Uniti che oltreoceano e si aggiudicò dieci premi Oscar, tra cui quelli per il miglior film e il miglior regista. La stampa lo elogiò con recensioni che lo definirono «un capolavoro cinematografico» (New York Times), «una pietra miliare del musical» (The Hollywood Reporter) e «una trionfale opera d'arte» (Saturday Review).
Nel maggio 1961 la Mirisch Company acquistò i diritti di Two for the Seesaw, commedia di William Gibson andata in scena a Broadway tre anni prima. La prima scelta dei produttori per dirigere il film fu William Wyler, che decise però di prendersi una lunga vacanza dopo Ben-Hur, per cui la regia fu affidata a Wise che pochi giorni dopo partì per New York per esplorare le location. Le riprese di La ragazza del quartiere iniziarono nel gennaio 1962, anche se furono subito interrotte per consentire al regista di assistere ad una Royal Command Performance di West Side Story in Inghilterra. Per la storia di due anime perse che si incontrano a New York furono scelti Shirley MacLaine e Robert Mitchum, che raggiunsero un'intesa subito evidente anche fuori dal set. «Mitchum e Shirley si piacevano molto, questo era evidente», ha dichiarato il regista in una biografia del 2001, «si prendevano in giro facendo allusioni [...] Ero un po' imbarazzato per quello che si dicevano... Forse avevano una relazione, non lo so, non potevo dirlo con certezza. Ma ebbi delle difficoltà a placarli per girare una scena».
Durante la lavorazione, Wise rimase affascinato dal romanzo L'incubo di Hill House della scrittrice Shirley Jackson, divenuto in seguito uno dei più famosi racconti di fantasmi del XX secolo. I diritti erano stati acquistati dalla United Artists che aveva poi rinunciato, per cui Wise si propose come regista e produttore alla MGM alla quale era legato per un altro film secondo il contratto del 1957. Lo studio accettò alla condizione che il budget fosse limitato a 1 milione di dollari e quando Wise scoprì l'esistenza degli studi della MGM British in Inghilterra, a Borehamwood, decise di offrire loro il progetto. Ottenute le finanze richieste, nell'ottobre 1962 iniziò a scrivere la sceneggiatura di Gli invasati con Nelson Gidding, col quale aveva già collaborato in Non voglio morire.

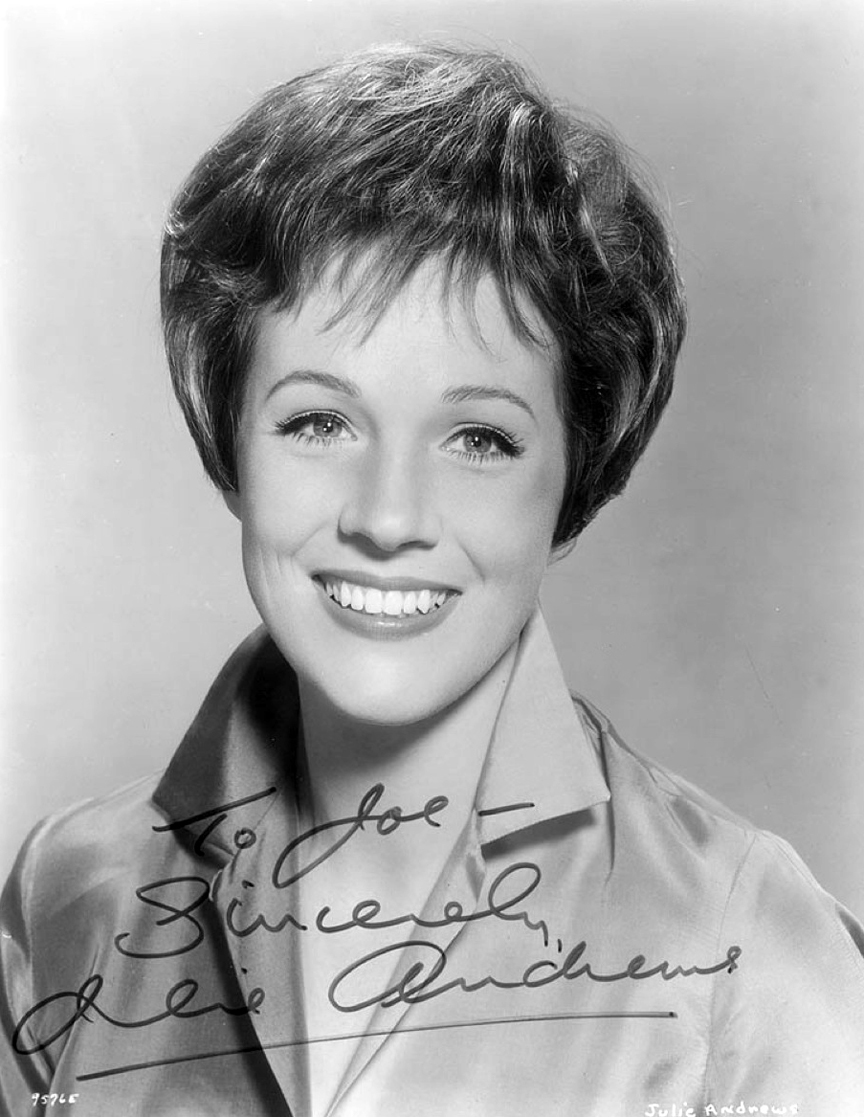
«Com'è arrivata al top? Non può essere solo talento [...] C'è un tipo di genuinità in lei, di sincerità... sembra essere nata con il gene magico che permette di penetrare lo schermo». (Robert Wise su Julie Andrews)

Nel frattempo La ragazza del quartiere uscì nei cinema e le recensioni non furono molto favorevoli, anche se parte della critica apprezzò la performance della MacLaine. Nello stesso periodo la 20th Century Fox propose a Wise di dirigere l'adattamento di La famiglia Trapp, libro di memorie della cantante austriaca Maria Augusta Trapp pubblicato nel 1949 e andato in scena a Broadway pochi anni prima. Il regista, che stava ancora lavorando a Gli invasati e aveva già in mente di portare sullo schermo il romanzo bellico The Sand Pebbles di Richard McKenna, rifiutò l'offerta e la regia fu affidata a William Wyler.
Gli invasati fu distribuito il 10 settembre 1963 e l'accoglienza fu piuttosto tiepida. Caratterizzato dalla quasi assenza di musica ed effetti speciali e con un'atmosfera spettrale creata solo grazie all'uso della camera da presa e alla fotografia in bianco e nero di Davis Boulton, sarebbe stato rivalutato nei decenni successivi diventando uno dei più apprezzati e influenti film di "case infestate". Nel frattempo la Fox, che aveva licenziato Wyler, inviò a Wise una copia della sceneggiatura del musical sulla famiglia Trapp che Ernest Lehman stava scrivendo. Questa volta il regista accettò, accantonò (momentaneamente) l'adattamento di The Sand Pebbles e ad ottobre volò a Salisburgo per esplorare le location. Wise fece anche una lista di attrici per il ruolo principale che includeva Julie Andrews come prima scelta, Grace Kelly e Shirley Jones. Recatosi con Lehman ai Walt Disney Studios di Burbank per vedere le riprese di Mary Poppins, disse allo sceneggiatore: "Muoviamoci a scritturare questa ragazza prima che qualcun altro veda questo film e ce la porti via!"
Le riprese furono effettuate nella primavera-estate del 1964 e il 2 marzo 1965. Tutti insieme appassionatamente fece il suo debutto al Rivoli Theatre di New York. Nonostante recensioni non sempre incoraggianti, in poche settimane diventò il maggior successo dell'anno al botteghino (riuscendo a battere il primato che Via col vento deteneva da 24 anni), così come in quasi tutti i Paesi in cui fu distribuito. Wise vinse il suo secondo Oscar come miglior regista e il film si aggiudicò altre quattro statuette inclusa quella principale.
L'anno successivo tornò al progetto di adattare il romanzo di McKenna, Quelli della San Pablo, un'avventura epica girata tra Hong Kong e Formosa interpretata da Steve McQueen, Richard Attenborough e Candice Bergen che molti videro come una critica alla guerra del Vietnam. Le recensioni furono generalmente positive e il film ottenne ottimi risultati anche al box office, oltre a otto candidature agli Oscar tra cui quella per l'interpretazione di McQueen (l'unica ricevuta nella sua carriera).
Nel 1968 la 20th Century Fox ricompose il team di Tutti insieme appassionatamente per un altro musical, Un giorno... di prima mattina, basato sulla vita della diva del teatro inglese ed americano degli anni trenta Gertrude Lawrence. Nonostante la presenza di Julie Andrews, il tentativo di ripetere il trionfo del 1965 fallì totalmente e il film fu stroncato sia dal pubblico che dalla critica, che salvò solo la performance di Daniel Massey nei panni del commediografo Noël Coward. Nel 1968 ha inoltre ricevuto il Dottorato onorario in belle arti dal Franklin College.

### 1970-2000: gli ultimi film

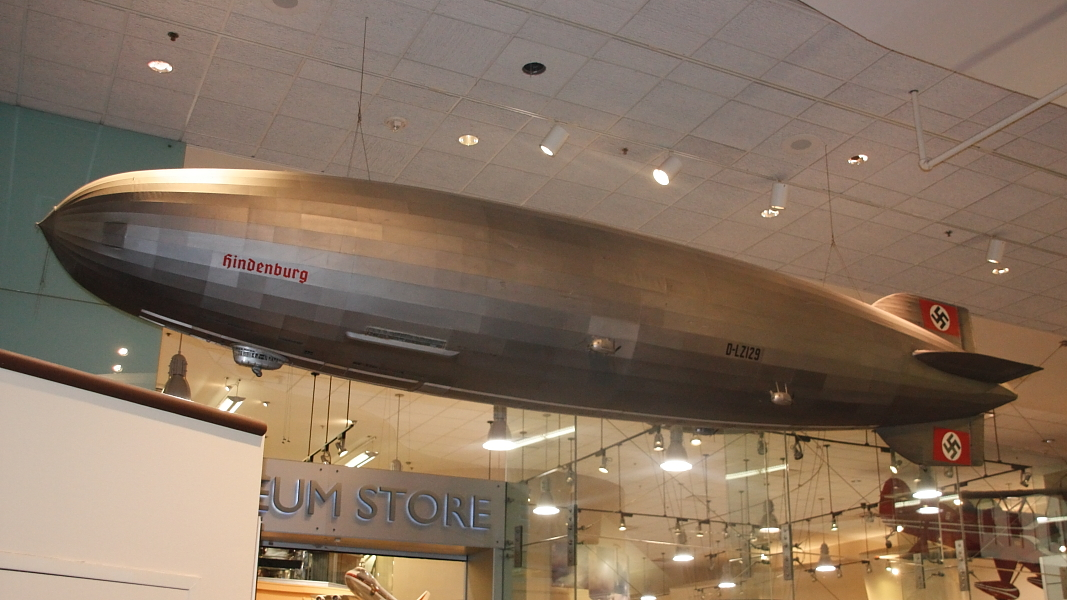
Il modello di zeppelin usato nel disaster movie Hindenburg (1975)

Gli anni settanta non furono particolarmente ricchi di soddisfazioni per Robert Wise che nel 1971 girò Andromeda, thriller fantapolitico tratto dall'omonimo romanzo di Michael Crichton e accolto tiepidamente da pubblico e critica. Analoga sorte toccò al dramma Two People (1973) e al film catastrofico Hindenburg (1975), anche se quest'ultimo si aggiudicò gli Oscar per i migliori effetti speciali e il miglior montaggio sonoro. Entrambi furono distribuiti dalla Universal e co-prodotti dalla Filmmakers Group, creata da Wise con il regista Mark Robson, lo sceneggiatore James Bridges e Bernard Sonnenfield, ex vice-presidente della Paramount.
Dopo il thriller Audrey Rose del 1977, incentrato sul tema della reincarnazione e pubblicizzato dalla United Artists come horror a tema religioso (nel filone di L'esorcista), Wise tornò per l'ultima volta alla fantascienza con un progetto ambizioso: portare sul grande schermo una serie televisiva di culto come Star Trek. A quanto pare, un ruolo importante nella scelta lo giocò la moglie Millicent, grande fan della serie e determinante anche nel convincerlo ad avere nel cast Leonard Nimoy.
La lavorazione fu tormentata da diversi problemi, tanto che Wise arrivò ad un passo dal suggerire alla Paramount di annullare il progetto. Alla fine Star Trek divenne uno dei film statunitensi più costosi di sempre a quel tempo e quando nel dicembre 1979 arrivò nei cinema ottenne ottimi risultati di pubblico ma recensioni per lo più negative.
Dopo l'ennesima delusione Wise decise di prendersi una lunga pausa dalle riprese. Nel 1986 fu produttore esecutivo e consulente per Emilio Estevez, al debutto nella regia di Wisdom, ma in questi anni si dedicò soprattutto alla comunità cinematografica come presidente della Academy of Motion Picture Arts and Sciences. Fu in tale carica che il 30 marzo 1987 salì sul palco della 59ª edizione degli Oscar per ricevere quello vinto da Paul Newman, assente dalla manifestazione, come miglior attore per Il colore dei soldi.
Due anni dopo girò Combat Dance - A colpi di musica, variazione di West Side Story che non trovò il favore di pubblico e critica, e nel 1996 fece la sua prima e unica apparizione in un film, la commedia The Stupids di John Landis in cui interpretò il vicino di casa di Stanley. Nel 1998 ricevette il riconoscimento alla carriera dall'American Film Institute e due anni dopo tornò per l'ultima volta dietro la macchina da presa per il film tv A Storm in Summer - Temporale d'estate, interpretato da Peter Falk e vincitore di un Daytime Emmy Award.
Robert Wise è morto a seguito di un infarto il 14 settembre 2005, quattro giorni dopo il suo 91º compleanno.

## Vita privata
Il 25 maggio 1942 Robert Wise sposò l'attrice Patricia Doyle (controfigura di Katharine Hepburn negli anni trenta) dalla quale ebbe un figlio, Robert Allen Wise. I due rimasero sposati fino alla morte di Patricia, avvenuta il 22 settembre 1975. Due anni dopo, il 29 gennaio 1977 il regista si risposò con Millicent Franklin Cohen, rimastagli accanto fino alla sua morte nel 2005.

## Filmografia

### Regista

#### Cinema
- Il giardino delle streghe (The Curse of the Cat People, 1944)
- Mademoiselle Fifi (1944)
- La jena (The Body Snatcher, 1945)
- A Game of Death (1945)
- Criminal Court (1946)
- Perfido inganno (Born to Kill, 1947)
- La collana insanguinata (Mystery in Mexico, 1948)
- Sangue sulla luna (Blood on the Moon, 1948)
- Stasera ho vinto anch'io (The Set-Up, 1949)
- Tre segreti (Three Secrets, 1950)
- Due bandiere all'ovest (Two Flags West, 1950)
- Ho paura di lui (The House on Telegraph Hill, 1951)
- Ultimatum alla Terra (The Day the Earth Stood Still, 1951)
- La città prigioniera (The Captive City, 1952)
- Something for the Birds (1952)
- Destinazione Mongolia (Destination Gobi, 1953)
- I topi del deserto (The Desert Rats, 1953)
- Solo per te ho vissuto (So Big, 1953)
- La sete del potere (Executive Suite, 1954)
- Elena di Troia (Helen of Troy, 1956)
- La legge del capestro (Tribute to a Bad Man, 1956)
- Lassù qualcuno mi ama (Somebody Up There Likes Me, 1956)
- Questa notte o mai (This Could Be the Night, 1957)
- Quattro donne aspettano (Until They Sail, 1957)
- Mare caldo (Run Silent Run Deep, 1958)
- Non voglio morire (I Want to Live!, 1958)
- Strategia di una rapina (Odds Against Tomorrow, 1959)
- West Side Story, co-diretto con Jerome Robbins (1961)
- La ragazza del quartiere (Two for the Seesaw, 1962)
- Gli invasati (The Haunting, 1963)
- Tutti insieme appassionatamente (The Sound of Music, 1965)
- Quelli della San Pablo (The Sand Pebbles, 1966)
- Un giorno... di prima mattina (Star!, 1968)
- Andromeda (The Andromeda Strain, 1971)
- Two People (1973)
- Hindenburg (The Hindenburg, 1975)
- Audrey Rose (1977)
- Star Trek (Star Trek: The Motion Picture, 1979)
- Combat Dance - A colpi di musica (Rooftops, 1989)

#### Televisione
- A Storm in Summer - Temporale d'estate (A Storm in Summer) - film TV (2000)

### Produttore
- Samoa (Return to Paradise), regia di Mark Robson (1953)
- Strategia di una rapina (Odds Against Tomorrow), regia di Robert Wise (1959)
- West Side Story, regia di Jerome Robbins e Robert Wise (1961) – non accreditato
- La ragazza del quartiere (Two for the Seesaw), regia di Robert Wise (1962)
- Gli invasati (The Haunting), regia di Robert Wise (1963)
- Tutti insieme appassionatamente (The Sound of Music), regia di Robert Wise (1965)
- Quelli della San Pablo (The Sand Pebbles), regia di Robert Wise (1966)
- Un giorno... di prima mattina (Star!), regia di Robert Wise (1968) – non accreditato
- A.A.A. Ragazza affittasi per fare bambino (The Baby Maker), regia di James Bridges (1970)
- Andromeda (The Andromeda Strain), regia di Robert Wise (1971)
- Una vampata di vergogna (Happy Birthday, Wanda June), regia di Mark Robson (1971) – non accreditato
- Two People, regia di Robert Wise (1973)
- Hindenburg (The Hindenburg), regia di Robert Wise (1975) – non accreditato
- Wisdom, regia di Emilio Estevez (1986)
- At Night the Sun Shines, regia di Guillermo Real – cortometraggio (1992)

### Montatore
- Situazione imbarazzante (Bachelor Mother), regia di Garson Kanin (1939)
- La ragazza della 5ª strada (5th Ave Girl), regia di Gregory La Cava (1939)
- Notre Dame (The Hunchback of Notre Dame), regia di William Dieterle (1939)
- Le mie due mogli (My Favorite Wife), regia di Garson Kanin (1940)
- Balla, ragazza, balla (Dance, Girl, Dance), regia di Dorothy Arzner (1940)
- Quarto potere (Citizen Kane), regia di Orson Welles (1941)
- L'oro del demonio (All That Money Can Buy), regia di William Dieterle (1941)
- L'orgoglio degli Amberson (The Magnificent Ambersons), regia di Orson Welles (1942)
- Tre ragazze e un caporale (Seven Days' Leave), regia di Tim Whelan (1942)
- 19º stormo bombardieri (Bombardier), regia di Richard Wallace (1943)
- Il passo del carnefice (The Fallen Sparrow), regia di Richard Wallace (1943)
- Il maggiore di ferro (The Iron Major), regia di Ray Enright (1943)

## Riconoscimenti
- Premio Oscar
  - 1942 – Candidatura per il miglior montaggio per Quarto potere
  - 1959 – Candidatura per il miglior regista per Non voglio morire
  - 1962 – Miglior film per West Side Story
  - 1962 – Miglior regista per West Side Story (con Jerome Robbins)
  - 1966 – Miglior film per Tutti insieme appassionatamente
  - 1966 – Miglior regista per Tutti insieme appassionatamente
  - 1967 – Premio alla memoria Irving G. Thalberg
  - 1967 – Candidatura per il miglior film per Quelli della San Pablo
- Golden Globe
  - 1959 – Candidatura per il miglior regista per Non voglio morire
  - 1962 – Candidatura per il miglior regista per West Side Story (con J. Robbins)
  - 1964 – Candidatura per il miglior regista per Gli invasati
  - 1966 – Candidatura per il miglior regista per Tutti insieme appassionatamente
  - 1967 – Candidatura per il miglior regista per Quelli della San Pablo
- American Film Institute
  - 1998 – Premio alla carriera
- American Society of Cinematographers
  - 1997 – Board of the Governors Award
- ASCAP Awards
  - 1997 – Premio Opus
- Broadcast Film Critics Association Awards
  - 1998 – Premio alla carriera
- Directors Guild of America Award
  - 1955 – Candidatura per il miglior regista per La sete del potere
  - 1957 – Candidatura per il miglior regista per Lassù qualcuno mi ama
  - 1959 – Candidatura per il miglior regista per Non voglio morire
  - 1962 – Miglior regista per West Side Story (con J. Robbins)
  - 1966 – Miglior regista per Tutti insieme appassionatamente (con J. Robbins)
  - 1967 – Candidatura per il miglior regista per Quelli della San Pablo
  - 1983 – Honorary Life Member Award
  - 1984 – Robert B. Aldrich Service Award
  - 1988 – Premio D.W. Griffith alla carriera
  - 2001 – President's Award
- Eddie Awards
  - 1967 – Golden Eddie per il cineasta dell'anno
- Festival del cinema americano di Deauville
  - 1989 – Candidatura al premio della critica per Combat Dance – A colpi di musica
- Festival di Cannes
  - 1949 – Premio FIPRESCI per Stasera ho vinto anch'io
  - 1949 – Candidatura per il Grand Prix du Festival per Stasera ho vinto anch'io
- Festival internazionale del cinema di Mar del Plata
  - 1959 – Candidatura all'Astor d'oro al miglior film per Non voglio morire
- Heartland Film Festival
  - 1992 – Premio alla carriera
- Hollywood Walk of Fame
  - 1960 – Motion Pictures al 6340 di Hollywood Boulevard
- International Istanbul Film Festival
  - 1996 – Premio alla carriera
- Joseph Plateau Awards
  - 1998 – Premio alla carriera
- Laurel Awards
  - 1966 – Special Award
  - 1966 – Candidatura per il miglior regista/produttore
  - 1967 – Miglior regista/produttore
  - 1968 – Miglior regista/produttore
  - 1970 – Candidatura per il miglior regista/produttore
  - 1971 – Candidatura per il miglior regista/produttore
- Mostra internazionale d'arte cinematografica di Venezia
  - 1954 – Candidatura al Leone d'oro per La sete del potere
- National Endowment for the Arts
  - 1992 - National Medal of Arts per l'eccezionale contributo nelle arti.[75][76]
- New York Film Critics Circle Awards
  - 1961 – Candidatura per il miglior regista per West Side Story (con J. Robbins)
- Premi Sant Jordi
  - 1963 – Miglior film straniero per West Side Story (con J. Robbins)
- Premio Hugo
  - 1972 – Candidatura per la miglior rappresentazione drammatica per Andromeda
  - 1980 – Candidatura per la miglior rappresentazione drammatica per Star Trek
  - 1996 – Candidatura al Retro Hugo per la miglior rappresentazione drammatica per La jena
- San Luis Obispo International Film Festival
  - 1996 – King Vidor Memorial Award
- Society of Motion Picture and Television Art Directors
  - 1998 – Premio per lo straordinario contributo all'immaginario cinematografico
- Telluride Film Festival
  - 1979 – Silver Medallion Award
- Temecula Valley International Film Festival
  - 1996 – Premio alla carriera

## Retrospettive
I film di Robert Wise sono stati proiettati in occasione di alcune retrospettive del Festival di Berlino:
- 1985 – "Special Effects", dedicata agli effetti speciali nel cinema (Gli invasati).[77]
- 1991 – "Cold War", dedicata al cinema della guerra fredda (Sangue sulla luna).[78]
- 2006 – "Dream Girls", dedicata alle eroine del grande schermo degli anni cinquanta (Non voglio morire).[79]
- 2009 – "70 mm – Bigger Than Life", dedicata ai film realizzati in 70 millimetri (Un giorno... di prima mattina, Tutti insieme appassionatamente, West Side Story).[80]

Altre retrospettive sono state mostrate nel 1995 al Melbourne International Film Festival e nel 2005 al Festival internazionale del cinema di San Sebastián.

## Omaggi
- Nel 1968 la città di Connersville, in cui Wise è cresciuto, ha proclamato il 4 giugno come "Robert Wise Day", seguita il giorno dopo dalla città natale di Winchester.[83][84]
- Il 3 novembre 1990 la Connersville High School ha inaugurato, alla presenza del regista, il "Robert E. Wise Center for Performing Arts".[83]
- Nel 1998 la biblioteca della Directors Guild of America è stata intitolata a Wise
- Nel 1999 è stato inserito nella Producers Guild Hall of Fame.[15]
- Nel 2012, la Motion Picture Editors Guild ha pubblicato la lista dei 75 film con il miglior montaggio di sempre, in cui Quarto Potere è risultato secondo dietro Toro scatenato di Martin Scorsese (montato da Thelma Schoonmaker).[85]